# Acra (fortezza)
L'Acra, o Akra (in ebraico חקרא o חקרה, in greco Aκρα), era un presidio fortificato situato a Gerusalemme costruito da Antioco IV, sovrano dell'impero seleucide, dopo che ebbe saccheggiato la città nel 168 a.C.. La fortezza assunse un ruolo determinante negli eventi riguardanti la sommossa dei Maccabei e la formazione del regno degli Asmonei. Fu distrutta da Simone Maccabeo durante la rivolta.
L'esatta posizione dell'Acra, di fondamentale importanza per comprendere meglio la storia della Gerusalemme di età ellenistica, rimane oggetto di discussione. Gli storici e gli archeologi hanno proposto vari siti intorno a Gerusalemme, basandosi principalmente su conclusioni tratte da testimonianze letterarie. Questo approccio cominciò a mutare alla luce degli scavi iniziati alla fine degli anni sessanta: le nuove scoperte, infatti, hanno portato a rivalutazioni sulle fonti letterarie antiche riguardanti la geografia di Gerusalemme e la posizione dei manufatti precedentemente scoperti. Yoram Tsafrir ha interpretato un giunto in muratura nell'angolo sud-orientale della spianata del Monte del Tempio come un indizio per una possibile posizione dell'Acra. Durante gli scavi adiacenti alla parete sud del Monte condotti da Benjamin Mazar tra il 1968 e il 1978 sono stati scoperti alcuni resti che potrebbero essere collegati con l'Acra, tra cui alcune stanze adibite a caserma e una grande cisterna.
L'antico termine greco acra è stato usato per descrivere altre strutture fortificate risalenti il periodo ellenistico. L'Acra di Gerusalemme è spesso chiamata Acra seleucide per distinguerla dalle altre costruzioni chiamate acra e dal quartiere di Gerusalemme che ha in seguito ereditato questo nome.

## Storia

### Contesto storico
Dopo la morte di Alessandro Magno nel 323 a.C., la Giudea fu contesa tra il Regno tolemaico in Egitto, e l'Impero seleucide in Siria e in Mesopotamia. La vittoria dell'imperatore seleucide Antioco III sull'Egitto nella battaglia di Panion portò la Giudea sotto il controllo dei Seleucidi. La popolazione ebrea di Gerusalemme aveva aiutato Antioco durante il suo assedio alla fortezza della guarnigione egiziana a Gerusalemme. Il loro sostegno fu premiato con un documento che sanciva la libertà di culto per gli ebrei, compresa la possibilità di impedire l'accesso agli stranieri e agli animali impuri al recinto del Tempio, e una ripartizione dei fondi ufficiali per il mantenimento di alcuni riti religiosi nel Tempio. Nonostante fosse consentita la libertà di culto, molti ebrei furono spinti da adottare i costumi del prestigioso e influente stile di vita greco. La cultura imperiale offriva un percorso di progresso politico e materiale, il che portò alla formazione di classi sociali elevate di cultura ellenistica tra la popolazione ebraica. Questo processo di ellenizzazione portò a tensioni tra gli ebrei praticanti e i loro confratelli che avevano assimilato la cultura greca.
Antioco IV Epifane fu incoronato sovrano del regno seleucide nel 175 a.C. Poco dopo, Giasone chiese all'imperatore la nomina alla carica di Sommo Sacerdote di Israele, una posizione occupata da suo fratello Onia III. Giasone, di cultura fortemente ellenistica, promise di aumentare il tributo pagato dalla città e di stabilire al suo interno le infrastrutture di una polis greca, tra cui un ginnasio e un efebeo. La richiesta di Giasone venne accolta, ma dopo tre anni di sovrintendenza fu spodestato da Antioco e costretto a fuggire ad Ammon. Nel frattempo, Antioco IV aveva intrapreso due spedizioni contro l'Egitto, una nel 170 a.C. e un'altra nel 169 a.C., sconfiggendo gli eserciti tolemaici. Le vittorie di Antioco furono di breve durata. Il suo intento di unificare il regno seleucide e quello tolemaico mise in allarme l'impero romano, che gli impose di ritirare le sue truppe dall'Egitto. Mentre Antioco era impegnato in Egitto, a Gerusalemme si diffuse la falsa notizia che egli fosse stato ucciso. Nell'incertezza che ne derivò, Giasone raccolse un esercito di 1.000 seguaci e tentò di prendere d'assalto Gerusalemme. Anche se l'attacco fu respinto, quando la notizia dei combattimenti raggiunse Antioco in Egitto egli sospettò che i suoi sudditi in Giudea stessero sfruttando quella battuta d'arresto come un'opportunità di rivolta. Nel 168 a.C. Antioco IV Epifane marciò su Gerusalemme e saccheggiò la città, depredando il tesoro del Tempio e uccidendo migliaia di suoi abitanti. Al contrario di quanto suo padre aveva fatto, Antioco IV mise fuori legge i tradizionali riti ebraici e perseguitò gli ebrei praticanti. I rituali del tempio furono interrotti, l'osservanza dello Shabbat fu proibita e la circoncisione venne dichiarata fuorilegge.

### Costruzione

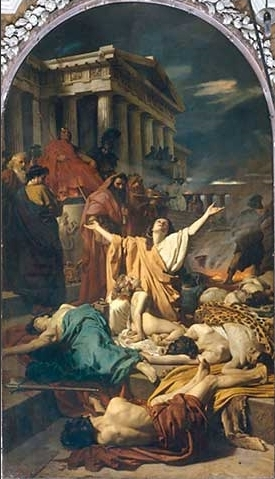
Il Martirio dei Maccabei (1863) di Antonio Ciseri

Per consolidare il suo potere in città, tenere sotto controllo ciò che accadeva sul Monte del Tempio e salvaguardare la fazione ellenizzata a Gerusalemme, Antioco mise di stanza una guarnigione seleucide in città:
(Primo libro dei Maccabei 1, 33-38)
Il nome Acra deriva dal greco acropoli che indica un luogo fortificato che domina una città dall'alto. A Gerusalemme, la parola assunse il significato di movimento anti ebraico: fortezza di uomini "empi e scellerati". Poiché la costruzione dominava la città e la campagna circostante, venne occupata non solo da una guarnigione greca, ma anche dai loro alleati ebrei.
La repressione da parte dei Seleucidi dei costumi religiosi degli ebrei incontrò notevoli resistenze tra la popolazione locale. Mentre Antioco era occupato ad oriente nel 167 a.C., un sacerdote proveniente dalla campagna, Mattatia di Modi'in, sollevò una rivolta contro l'impero. Sia i governanti seleucidi, sia gli alleati locali non si resero conto della portata della ribellione. Nel 164 a.C. Giuda Maccabeo liberò Gerusalemme e riconsacrò il Tempio. Anche se la città era caduta, l'Acra e i suoi occupanti riuscirono a resistere. Maccabeo assediò la fortezza, mentre i suoi occupanti inviavano un appello all'imperatore seleucide (ora Antioco V) per chiedere assistenza. Un esercito seleucide fu inviato a sedare la rivolta. Quando Bet-Zur fu posta sotto assedio, Maccabeo fu costretto ad abbandonare il suo attacco all'Acra e affrontare Antioco in battaglia. Nella successiva battaglia di Beth-Zachariah i Seleucidi ottennero la loro prima vittoria sui Maccabei e Giuda Maccabeo fu costretto a ritirarsi. Risparmiata alla distruzione, l'Acra rimase come roccaforte seleucide per altri 20 anni, durante i quali ci furono diversi tentativi da parte degli Asmonei di spodestare la guarnigione greca.

### Distruzione
Giuda Maccabeo fu ucciso nel 160 a.C. e gli successe il fratello Gionata Maccabeo, che tentò di costruire una barriera per tagliare la linea di rifornimento dell'Acra. Gionata aveva già radunato la manodopera necessaria per l'impresa quando fu costretto a confrontarsi con l'esercito invasore guidato dal generale seleucida Diodoto Trifone a Beit She'an (Scitopoli). Dopo aver invitato Gionata a una riunione amichevole, Trifone lo rapì e lo uccise. Gionata fu sostituito da un altro fratello, Simone Maccabeo, che assediò e infine espugnò l'Acra nel 141 a.C.
Due fonti diverse forniscono informazioni sul destino dell'Acra, sebbene siano contraddittorie in alcuni punti. Secondo Giuseppe Flavio, Simone rase al suolo l'Acra dopo la cacciata dei suoi occupanti, scavando la collina su cui sorgeva per renderla più bassa rispetto al Tempio, purgare la città del suo triste ricordo e negare la possibilità di ricostruirla a qualsiasi futuro abitante di Gerusalemme.
Quanto viene riportato nel Primo libro dei Maccabei offre un quadro differente:
(Primo libro dei Maccabei 13, 52)
Secondo questa versione, Simone non demolì subito l'Acra, ma la occupò e forse vi si stabilì egli stesso. Il Primo libro dei Maccabei non menziona il suo destino ultimo. La fortezza era stata costruita come una postazione di guardia per monitorare e controllare Gerusalemme e la sua popolazione. Se era situata nella Città di David, come sostengono molti studiosi, la sua posizione avrebbe aggiunto molto poco alle difese di Gerusalemme contro le minacce esterne. Essa potrebbe essere caduta in disuso e smantellata intorno alla fine del II secolo a.C. in seguito alla costruzione della Baris asmonea e del Palazzo asmoneo nella città alta di Gerusalemme.
Bezalel Bar-Kochva offre una diversa teoria: l'Acra sarebbe stata ancora in piedi nel 139 a.C., quando Antioco VII Sidete ne chiese la restituzione a Simone, insieme a Giaffa e Ghezer, due città alleate ai greci che Simone aveva catturato. Simone si dichiarò disposto a trattare per le due città, ma non fece menzione dell'Acra. Fu a questo punto che probabilmente la distrusse, come un modo per negare ai Seleucidi qualsiasi rivendicazione futura o pretesto su Gerusalemme. Così, quando Antioco VII sottomise la città durante il regno di Giovanni Ircano I, tutte le sue richieste erano soddisfatte, tranne quella che riguardava lo stazionamento di un presidio seleucide in città. Ircano potrebbe aver rifiutato questa richiesta perché non c'era nessun luogo adatto dove porre la guarnigione. L'Acra, infatti, era probabilmente già stata distrutta. Questa teoria pone la demolizione dell'Acra in qualche momento attorno al 130 a.C.

## Posizione

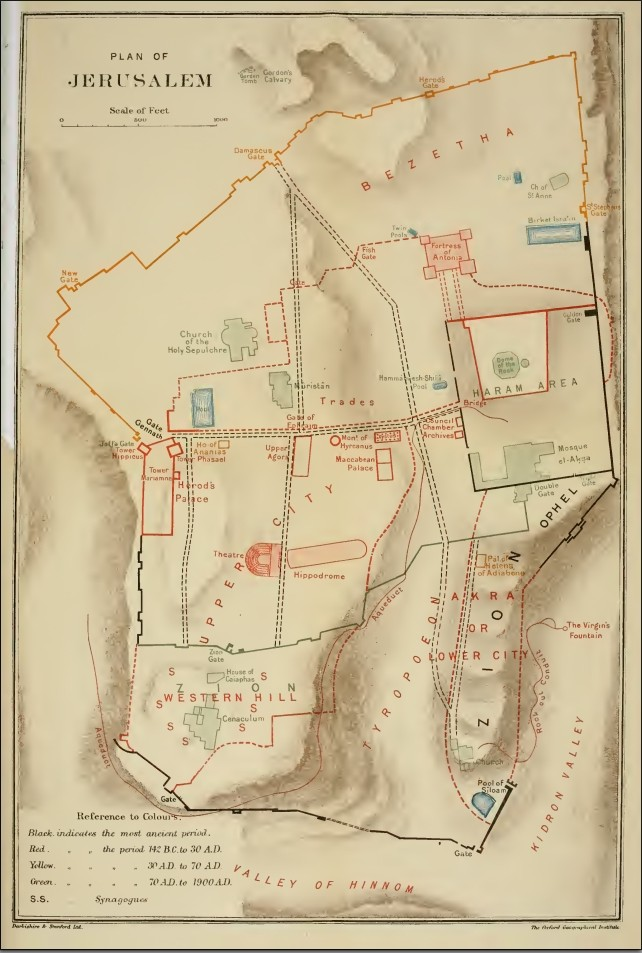
Una mappa di Gerusalemme del 1903 che identifica l'Acra con l'intera collina di sud-est

La posizione dell'Acra è importante per comprendere come si siano svolti gli eventi a Gerusalemme durante le lotte tra i Maccabei e le forze seleucide. La reale posizione dell'Acra è stata oggetto di dibattito tra gli studiosi moderni. La descrizione antica più dettagliata sulla natura e la posizione dell'Acra si trova nell'opera di Flavio Giuseppe Antichità giudaiche, dove viene descritta nella Città Bassa, su una collina che domina il recinto del Tempio.
La posizione della "parte bassa della città", altrove denominata "Città Bassa", al tempo di Giuseppe Flavio (I secolo d.C.) è accertata nella parte sud-est della collina di Gerusalemme, il centro urbano originale tradizionalmente conosciuto come città di David. Situata a sud del Monte del Tempio, tuttavia, l'area visibile oggi è sensibilmente più bassa rispetto al monte stesso. La parte superiore del monte è di circa 30 metri sopra il livello del suolo in corrispondenza della parte sud del muro di contenimento risalente all'opera espansione del recinto del Tempio effettuata nella tarda epoca di Erode. L'elevazione si riduce a sud di questo punto. Giuseppe Flavio, nativo di Gerusalemme, sarebbe stato ben consapevole di questa discrepanza, ma è comunque in grado di spiegarla descrivendo come Simone avesse raso al suolo sia l'Acra sia la collina su cui sorgeva. Le ricerche archeologiche a sud del Monte del Tempio, però, non sono riuscite ad individuare alcuna prova di attività estrattiva di importanza rilevante. Al contrario, gli scavi nella regione hanno portato alla luce sostanziali evidenze di abitazioni a partire dall'inizio del I millennio a.C. fino all'epoca romana, mettendo in dubbio l'ipotesi che durante il periodo ellenistico l'area sia stata significativamente più alta di quanto lo fosse al tempo di Flavio Giuseppe, o che sia stata spazzata via una grande collina. Questo ha portato molti ricercatori a trascurare il resoconto di Flavio Giuseppe e l'ipotesi sulla collocazione dell'Acra da lui riportata, suggerendo diversi percorsi alternativi. Dal 1841, quando Edward Robinson propose di collocare l'Acra nei pressi della Basilica del Santo Sepolcro, sono stati proposti almeno altri nove diversi luoghi nella Città Vecchia di Gerusalemme e nei suoi dintorni.

### Sulla collina occidentale
Diversi ricercatori hanno tentato di collocare l'Acra sulla collina occidentale della Città Alta di Gerusalemme, nell'area attualmente occupata dal quartiere ebraico della Città Vecchia. Queste ipotesi si propongono di individuare l'Acra ad Antiochia, polis greca situata a Gerusalemme secondo quanto riporta il Secondo libro dei Maccabei. Questa nuova ipotetica città avrebbe avuto una pianta ippodamica e quindi avrebbe richiesto una distesa di terra piatta che solo la collina occidentale avrebbero potuto fornire. Inoltre, il bordo orientale della collina è adiacente al Monte del Tempio e più alto di questo: due caratteristiche attribuite alla cittadella seleucide.
Gli oppositori di questa teoria affermano che ci sono ben poche testimonianze archeologiche o storiche a sostegno dell'esistenza di una polis greca all'interno di Gerusalemme situata sulla collina occidentale, che sembra fosse scarsamente popolata durante il periodo ellenistico. Gli scavi nell'odierno quartiere ebraico hanno portato alla luce tracce di insediamenti risalenti al periodo del Primo Tempio, così come ulteriori prove della presenza asmonea e erodiana, ma scarsa evidenza di occupazione ellenistica. Alcuni studi sulla provenienza di manici di anfore da Rodi dotati di contrassegno hanno rivelato che oltre il 95% di essi sono stati ricavati con materiale estratto dalla città di David, cosa che indica che la città non si era ancora estesa verso la collina occidentale durante il dominio dei Seleucidi.
Inoltre, la collina occidentale è separata dal Monte del Tempio e dalla Città di David dalla ripida Valle del Tyropoeon, essendo quindi un netto svantaggio tattico per qualsiasi forza che avrebbe potuto essere richiesta all'interno del recinto del tempio o nei settori orientali densamente popolati Gerusalemme.

### A nord del Tempio
L'Acra non fu la prima roccaforte ellenistica a Gerusalemme. Alcune fonti indicano che anche una precedente cittadella, la Baris tolemaica, aveva occupato una posizione che dominava il recinto del Tempio. Anche se la posizione esatta della Baris è ancora dibattuta, essa è generalmente accettata a nord del Monte del Tempio, sul luogo in seguito occupato dalla Fortezza Antonia. La Baris fu distrutta per mano di Antioco III agli inizi del II secolo a.C. ed è assente da tutti i resoconti delle rivolte dei Maccabei. Nonostante i racconti riportino che l'Acra sia stata costruita in un brevissimo lasso di tempo, fu comunque abbastanza solida da superare lunghi periodi di assedio. Questi fattori, assieme ai testi che si riferiscono alla Baris con il nome di Acra, hanno portato alcuni a suggerire che la Baris e l'Acra fossero in realtà la stessa struttura. Sebbene sia il Primo libro dei Maccabei sia l'opera di Flavio Giuseppe sembrino descrivere l'Acra come una costruzione nuova, non può essere stato questo il caso. Un passo delle Antichità Giudaiche (12:253) può essere tradotto con "era rimasto" piuttosto che con "abitava" nella cittadella, che potrebbe essere inteso nel senso che l'Acra era già in piedi prima della rivolta e che solo la guarnigione macedone era nuova.
Koen Decoster ritiene che Flavio Giuseppe scriva di "una cittadella nella parte bassa della città" per un pubblico familiare con la Gerusalemme del I secolo d.C., una città che disponeva di due cittadelle: la Fortezza Antonia e il palazzo di Erode. Poiché la Gerusalemme romana di Flavio Giuseppe si era già estesa al colle occidentale più alto, la "cittadella nella città bassa", avrebbe potuto riferirsi a qualsiasi cosa che si trovi ad est della Valle del Tyropoeon, tra cui l'Antonia che si trovava a nord del Tempio e che in effetti si innalzava sopra di esso. A suo avviso, questo è il punto che Giuseppe deve aver avuto in mente quando parlava dell'Acra.
Gli oppositori della posizione settentrionale asseriscono che questo sito non è sostenuto dalle fonti storiche e che avrebbe posto l'Acra lontano dal centro abitato di Gerusalemme. A differenza delle fortezze precedenti e successive, essa non era intesa come difesa contro minacce esterne, ma piuttosto per sorvegliare i quartieri ebraici della città, ruolo incompatibile con un'ubicazione proposta a nord.

### Un bunker fortificato nella Città di David

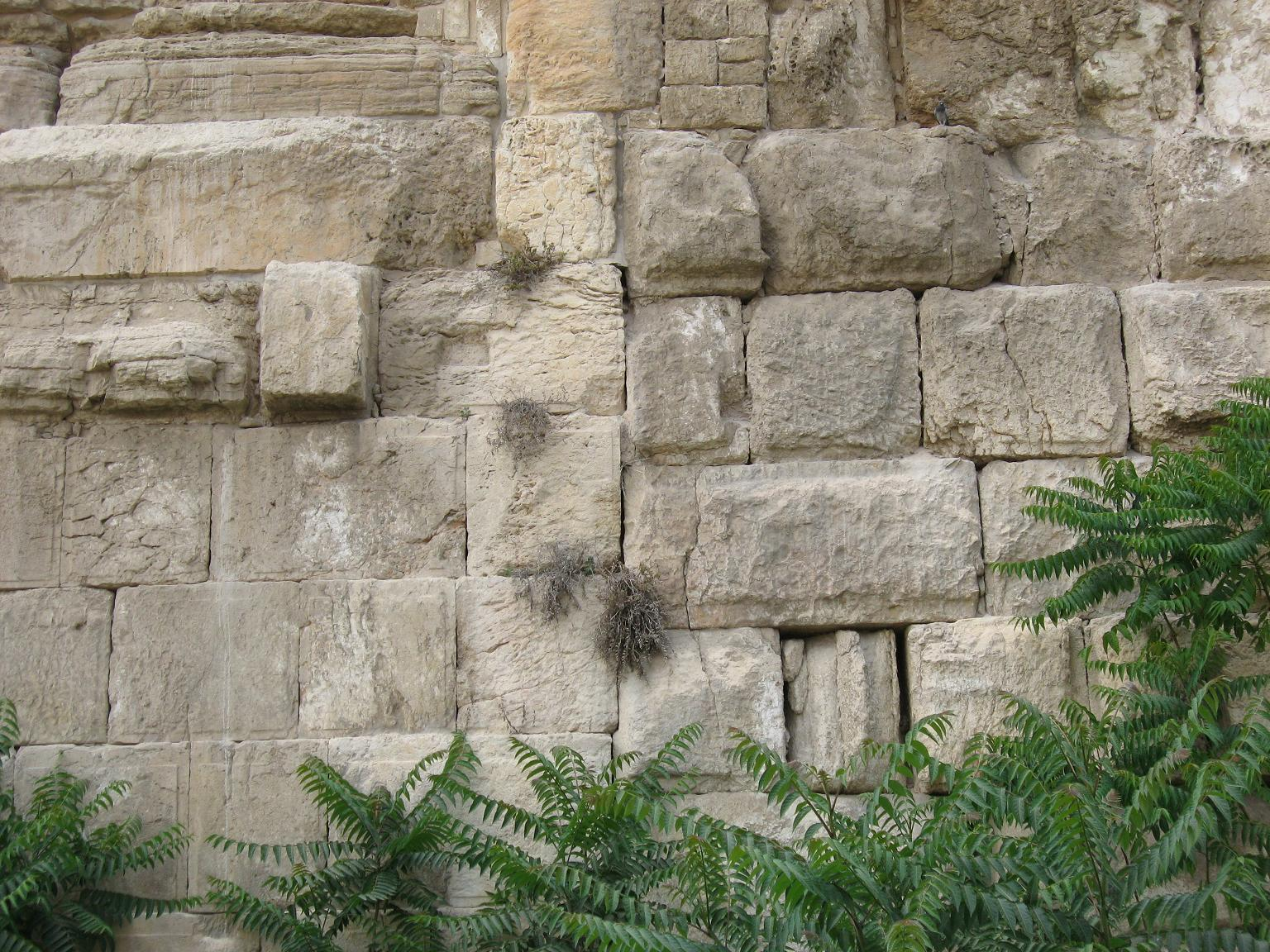
Divisione nel muro orientale del Monte del Tempio che separa la parte ellenistica (a destra) da quella erodea (a sinistra).

Le fonti disponibili indicano che l'Acra sorgeva a sud del Tempio, e poiché il Primo libro dei Maccabei è un resoconto contemporaneo della rivolta dei Maccabei, la descrizione dell'Acra (1:35-38) è considerata la più affidabile. Flavio Giuseppe fornisce una testimonianza improbabile circa la demolizione della collina su cui sorgeva l'Acra, ma la sua descrizione della fine della Grande Rivolta (70 d.C.) fornisce ulteriori elementi di prova che la collocano a sud del Monte del Tempio.
Poiché gli altri edifici menzionati nel passo erano situati tutti a sud della Città Bassa, ciò pone lì anche l'Acra. Questa descrizione attesta la persistenza del nome "Acra" in questa parte di Gerusalemme molti anni dopo la fine del dominio ellenistico e dopo che le cittadelle di quel periodo erano state distrutte, e può anche essere visto come un riferimento non ad un edificio distinto, ma piuttosto ad una regione intera della città. Infatti, diversi passi del Primo libro Maccabei possono essere letti in questa ottica:
(1 Maccabei 7, 32)
(1 Maccabei 14, 36)
Questi passaggi suggeriscono che, dopo il saccheggio di Gerusalemme da parte di Antioco IV nel 168 a.C., almeno una parte della Città di David a sud del Monte del Tempio fu ricostruita come quartiere fortificato ellenistico. Più che una cittadella, essa era una colonia macedone dove vivevano rinnegati ebrei e sostenitori del nuovo regime. Questa teoria è sostenuta anche da prove archeologiche, tra cui i manici delle anfore di Rodi e diciotto tombe trovate sul versante orientale della città di David. Queste ultime sono datate ai primi anni del II secolo d.C., e costituiscono inusuali pratiche di sepoltura ebree per l'età del Secondo Tempio, ma più simili ad altri cimiteri ellenistici conosciuti, come quello di Acri.

### Pur sempre una cittadella

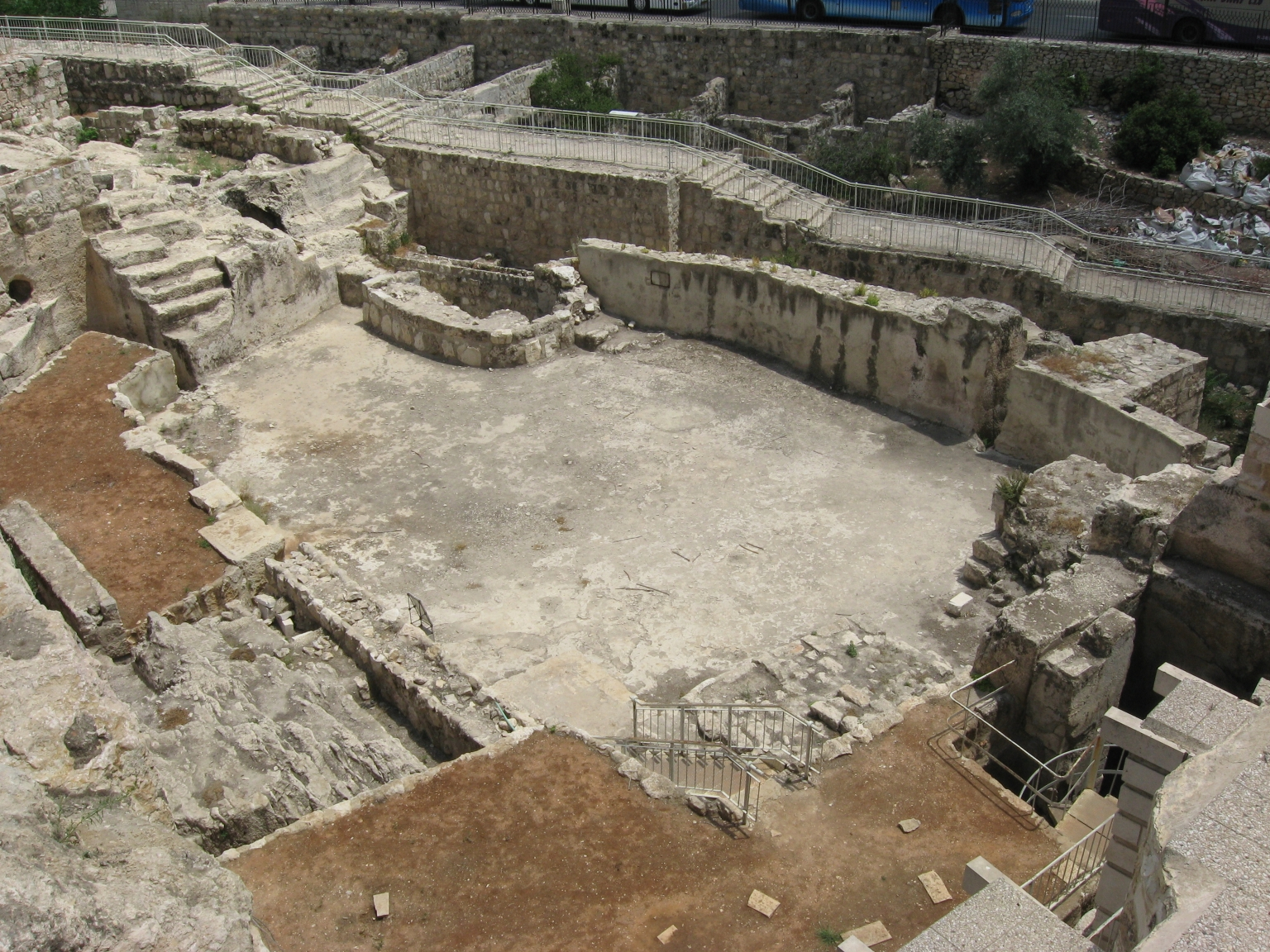
La cisterna dell'Ophel, possibili resti dell'Acra

Anche quando il nome "Acra" è applicato ad un intero quartiere ellenistico, piuttosto che solo a una fortezza, all'interno di quel complesso sorgeva certamente una cittadella per alloggiare la guarnigione macedone. Era normale per una città ellenistica avere una rocca fortificata in corrispondenza o in prossimità del punto più alto della sua area di influenza. Una cittadella fu probabilmente eretta sulla punta settentrionale della città di David appena a sud del Monte del Tempio. Gli archeologi hanno cercato di utilizzare reperti provenienti dagli scavi condotti nella zona per individuare la posizione esatta di questa cittadella.
Yoram Tsafrir ha tentato di collocare l'Acra sotto l'angolo sud-est del recinto del Monte del Tempio. Tsafrir si è concentrato soprattutto su una linea retta verticale nella parete orientale in muratura del recinto come prova di diversi periodi di costruzione. A nord della linea di giunzione c'è una sezione iniziale del muro costruita con blocchi di grandi dimensioni. Questi blocchi hanno facce con margini sbozzati intorno a protuberanze in primo piano e sono disposti in modo omogeneo uno sopra l'altro. Questo stile di costruzione è di tipo ellenistico e distinto da quella che doveva essere la costruzione erodiana che sembra sorgesse a sud. Anche se la datazione esatta di questa costruzione è incerta, Tsafrir crede che si tratti di un residuo delle fondazioni dell'Acra, che furono poi incorporate nell'estensione della spianata del Tempio voluta da Erode il Grande. Come ulteriore prova, Tzafrir cita anche la significativa similitudine tra i metodi di costruzione evidenti a nord della zona di giunzione, compreso l'uso di pietre a forma trapezoidale, con i metodi impiegati nella città seleucide di Perge, in Asia Minore. Il Primo libro dei Maccabei (1:30) attribuisce la costruzione dell'Acra ad Apollonio, "capo collezionista" di Antioco III (in ebraico שר-המיסים Hamissim Sar), che sembra essere un antico errore di traduzione o il titolo originale come capo (in ebraico: שר, Sar) dei Misi, un popolo dell'Asia Minore.
Meir Ben-Dov credeva che l'Acra sorgesse a sud della Porta Huldah nella parete meridionale della spianata del Monte del Tempio. Gli scavi di Benjamin Mazar dell'Ophel, l'area adiacente alla parte meridionale della spianata, hanno portato alla luce le fondamenta di una struttura massiccia e una grande cisterna, forse risalente al periodo ellenistico. Questi sono stati provvisoriamente identificati come i resti della Acra, con la struttura, con file di piccole camere comunicanti, che si ritiene essere i resti di una caserma. Questa era stata demolita e ricostruita durante il periodo degli Asmonei, che corrisponde alle descrizioni di Flavio Giuseppe. Le costruzioni asmonee furono, a loro volta, rase al suolo per creare una piazza pubblica di fronte al cancello principale della spianata del Tempio durante i lavori di ristrutturazione di Erode.
Anche diverse cisterne trovate sotto il Monte del Tempio sono state proposte come possibili resti della cittadella seleucide. Tra questi, una cisterna a forma di E dalla capacità di 3,2 milioni di litri, il margine settentrionale della quale è adiacente alla linea meridionale del Monte del Tempio proposta come antecedente della zona di espansione di Erode. Questa è stata identificata come il "Be'er haqar" o il "bor heqer" menzionato nella Mishnah, Erubin Tract 10.14, e comunemente tradotto, forse erroneamente, come il "freddo pozzo".
Ulteriori prove dell'esistenza dell'Acra possono venire dalla scoperta casuale, pubblicata da Shimon Appelbaum, di un'iscrizione frammentaria greca nella Città Vecchia di Gerusalemme. L'iscrizione fa parte di un frammento dalla cima di una stele in arenaria e contiene quello che potrebbe essere un giuramento fatto dai soldati di stanza nell'Acra, anche se la lettura del nome "Acra" nel testo è stata contestata.